# MUFGカード
MUFGカード（エムユーエフジーカード、MUFG CARD）は、三菱UFJフィナンシャルグループ（MUFG）傘下の三菱UFJニコス株式会社が発行するクレジットカードである。
当項目では、MUFGカードのうち提携カード、JR西日本のJ-WESTカードなど他社発行のブランド開放扱いのカード、フランチャイザー発行カード以外のプロパー（非提携）発行カードをリニューアルし、2021年7月より会員募集を開始したプロパーカードの「三菱UFJカード」（みつびしユーエフジェイカード、Mitsubishi UFJ Card）についても記述する（カードブランドとしてはMUFGカードの名称を継続）。

## 概要
三菱UFJニコスが発行するDC、UFJ及びNICOSの各クレジットカードを統一するクレジットカードとして発表された。但し、インフラはUFJカードのシステムを使用しており、規約も前身のミリオンカード・サービスから引き継がれている。
2008年7月16日から新規の申込受付を開始。後にDC、UFJ（一部のJCBを除く）及びNICOSの各クレジットカードのプロパーカード（一部を除く）の新規の申込受付を終了し、MUFGカードへの統合が徐々に進められている。DCカードに関しては具体的な統合日程が発表されていないが、UFJカードに関しては2012年7月16日発行分から統合された。但し、これらの提携カードや法人カードの一部は新規の申込受付を継続している（2012年7月16日分からはそのままMUFGカードの申し込みに移行した）。
「三菱UFJカード」はVIASOカード、スヌーピーカード、三菱UFJ銀行オリジナルも含めてエンボスレスとなり、セキュリティ対策として、カード番号・有効期限・MUFGカードのロゴマークなどがカード裏面に記載されている。またVisa・MasterCardはタッチ決済にも新たに対応した。これらの仕様が、今後提携カード・ブランド開放他社発行カードに波及するかは不明だが、フランチャイジー発行MUFGカードでは、東和カード発行分の個人向け（AMERICAN EXPRESSのプラチナ・ゴールドプレステージ・一般とVisaおよびMasterCardのゴールドプレステージと一般のみ。法人カードは従来デザインのまま）などで、他社発行のブランド開放カードではJ-WESTカードなどで実例がある。一方、ディズニー・デザインは2021年10月時点でエンボス入りのままだったが、少し遅れてエンボスレス化された。
カードの締日は毎月15日締め、翌月10日（金融機関が休業日の場合は翌営業日）に、指定口座から自動引落される。一部店舗では月末締めの翌々月10日払いとなる。利用日から最長59日・最短23日の支払猶予がある。

## クレジットカード

### 国際ブランド
国際ブランドは、Visa、MasterCard、JCB、AMERICAN EXPRESSから選ぶ事が出来る（プラチナは AMERICAN EXPRESS のみ）。
JCBについては、旧UFJカードではフランチャイズ扱いだったが、本カードではブランド開放扱いのため、サービスについては他ブランドに準じたものが用意されている。なお、UFJ JCBカードについては新規募集は縮小し、既存会員の更新とサポートを中心に名称とラインナップを存続してフランチャイズ業務を継続していたが、2021年11月16日にジェーシービー本体に発行と業務が移管されている。
VISA/MastercardはMUFG・DC・NICOS加盟店および他社開拓VISA/Mastercard加盟店の、JCB・AMERICAN EXPRESSについては各ブランド加盟店での利用となる。この関係上、カードフェイスに「MUFG CARD」のマークが入っているのはVISA/Mastercardのみとなっている。
カード利用可能枠はカード毎に定められるが、同社が発行するMUFGカード（三菱UFJカードを含む）又はUFJカードを複数持っている場合は、カード利用可能枠が最も高いものが合計カード利用可能枠となる。このため、一般カード(通常上限40万円)の取得後、プラチナ(通常上限500万円)を別に取得した場合、一般カードも限度額500万円として利用できる。
三菱UFJ銀行を支払口座に指定した場合、三菱UFJ銀行が提供する取引状況に応じた優遇サービス「メインバンクプラス」が適用される（MUFGカード、DCカード、UFJカード、NICOSカード利用代金の口座引き落としの場合、「ホワイトステージ」判定で、ATM時間外手数料が無料）。
その他、三菱UFJフィナンシャル・グループ内で不動産ローンの金利優遇、定期預金金利の優遇、投資信託時のポイントアップなどがある。

### ラインナップ
MUFGカードのラインナップは次の通りである。
イニシャル
18歳から29歳までの者が申し込めた。年会費税抜1,250円（学生は在学中無料）。更新の際は、審査のうえ自動的にゴールドに切り替えとなっていた。
プロバー発行分は三菱UFJカードへのリニューアル時に下記の一般カードに統合され（学生は在学中無料）、JCB、AMERICAN EXPRESSが追加された一方、一般会員としての継続となり、イニシャルのようなゴールドへの自動切り替えがなくなった。
一部FC発行分については従前通りとなっている。
一般
18歳以上の安定した収入の者が申し込める（学生はリニューアル以前は不可、リニューアル後は申し込み可）。年会費は原則として税抜1,250円（学生は在学中無料）。国際ブランドはVISA、MasterCard、JCB、AMERICAN EXPRESSの4種類（一部FCはVISA、MasterCardのみ）。ブランド名変更までMUFGカード公式サイトには掲載されていなかったが、一部FC加盟社のWEBサイトから申し込めた他、2012年7月16日以降は旧UFJ/フィナンシャルカード、APA/JRカードなど、プロパー・提携廃止カードの公算先としても利用され、年会費無料の提携カードからの移行時に限り引き続き無料とする場合があった。イニシャルのような自動切り替えはない。ショッピング枠は、与信により10～40万円。増枠では100万円まで可能。
三菱UFJカードへのリニューアル時にプロバーカードの新規申し込みを再開し、公式サイトに掲載され、JCB、AMERICAN EXPRESSが追加された。また、プロバー発行分は「イニシャル」と統合され、学生の新規申し込みが可能となった。
ディズニー・デザイン
一般カードとほぼ同じ条件だが学生の申し込みも可能で、国際ブランドはJCBのみ。こちらはMUFGカード公式サイトにも掲載されている。
スヌーピーカード（学生・一般）
一般カードとほぼ同じ条件だが学生の申し込みも可能で、国際ブランドはVISA、MasterCard。年会費税抜1,250円。学生と社会人（一般）の初年度は年会費無料。
※スヌーピーデザインのVIASOカードは、NICOSカードとしての発行となっている。
※UFJ JCBカードのスヌーピーカードは、2020年10月以降順次UFJ JCB一般カードに自動切り替えとなっている。また希望者のMUFG VISA/MasterCardのスヌーピーカードへの切り替えも案内されている。
スマート（2022年3月31日でプロバー発行分の新規申し込み終了）
年会費初年度無料、2年目から税抜1000円。国際ブランドはVISA、MasterCard、JCB、AMERICAN EXPRESSの4種類。23歳以下の会員や前年度年間利用額が10万円以上の会員は2年目以降も年会費無料となる。この他にポイントのオートキャッシュバックや、三菱UFJ銀行「スーパー普通預金」の手数料優遇サービスがある。
MUFG VIASOカード→三菱UFJ VIASOカード
貯まったポイントが手続き不要でオートキャッシュバックされる年会費無料のカード。日本信販とUFJカードの合併後はNICOSカードでの発行に一本化され、MUFGカードは旧UFJカード時代からの既存会員の更新のみ行っていたため、MUFGカード公式サイトには掲載されていなかった。国際ブランドは当初VISAとMasterCardの2種だったが、VISA会員は2017年3月に再審査の上でMasterCardに順次切り替えられた。
2020年12月から新規発行は通常デザインはMUFGカード→三菱UFJカードでの、浦和レッドダイヤモンズなどの団体やテレビアニメとのコラボデザインはNICOSカードでの発行となり、それぞれ利用できるwebサービスなどが異なる。
ゴールド（2022年3月31日でプロバー発行分の新規申し込み終了）
年会費税抜1905円。空港ラウンジサービスを除く一般的なゴールドカードのサービスが利用できない点などを踏まえると、他社での一般カードの付帯サービスが多いタイプに相当する。ショッピング枠は、与信により10～200万円。
プロバー発行分は三菱UFJカードへのリニューアル時に、JCB、AMERICAN EXPRESSが追加された。
JCB（三菱UFJ銀行オリジナル）
年会費税抜1905円。国際ブランドはJCB。券面は黒だが、サービス面はゴールドと同じ。このカードのみ三菱UFJ銀行のサイトからリンクする形になる。ショッピング枠は、与信により10～200万円。
ゴールドプレステージ
年会費税抜10,000円。位置づけとしては一般的なゴールドカード相当である。2012年7月16日以降、「UFJカード ゴールド」も本カードに移行した。ショッピング枠は、与信により50～300万円。
プロバー発行分は三菱UFJカードへのリニューアル時に、JCB、AMERICAN EXPRESSが追加された。
プラチナ・アメリカン・エキスプレス・カード
年会費税抜20,000円。国際ブランドはAMERICAN EXPRESSのみ。ショッピング枠は、与信により50～500万円。増枠では500万円以上が可能。
プラチナ・アメリカン・エキスプレス・カード Recognized VIP
年会費税抜80,000円(2025年4月改訂)招待制。国際ブランドはAMERICAN EXPRESSのみ。ショッピング枠は、与信により500万円以上から。専任制のコンシェルジュが付帯。
PREMIO
2012年7月16日以降、「UFJカード PREMIO」及び「UFJカード ヤングゴールド」から移行するカード。「三菱UFJカード」名義のプロバーカードは既存会員の更新のみ継続し、新規申し込みは一部FC加盟社で取り扱い。
学生
2012年7月16日以降、「UFJカード アイム」から移行するカード。既存会員の更新分や一部FC加盟社で取り扱っていたが、順次一般カードに統合された。
尚、他社における一般カードに相当するものは当初30歳未満向けの「イニシャル」やUFJカード・提携廃止カードからの更新・切り替え分を除き発行されていなかったが、2016年現在は取り扱いが行われている。ただし、「三菱UFJカード」へのリニューアルまでは「ディズニー・デザイン」「スヌーピーカード」を除いてMUFGカード公式ホームページのクレジットカード一覧には掲載されておらず、FC加盟社のホームページから申し込む形となっていた。また一般カードより年会費の優遇がある「スマート」を2016年以降取り扱っている。

## 提携カード
提携カードの第1号は、大韓航空と提携した「スカイパス・MUFGカード・ゴールド・アメリカン・エキスプレス・カード」（現在の「スカイパス・MUFGカード・プラチナ・アメリカン・エキスプレス・カード」）である。
第2号（日本企業向けでは第1号）は京浜急行電鉄と提携した「京急プレミアポイントゴールド HANEDA AIRPORT PLUS」である。「MUFGカード ゴールド」では初めての提携カード。
京急とはDCブランドで「京急カード（DC）」・「京急プレミアポイントシルバー（DC）」（現在は新規入会受付終了）を発行していた。
- UFJカードから当カードへ移行する分に関しては、UFJカードを参照。

## 追加カード
次の追加カードを発行する事が出来る。
- 銀聯カード
- ETCカード
- 家族会員カード
- デュアルスタイル（MUFGカード・ゴールド 又はMUFGカード・ゴールド・プレステージが対象）[5]

## 非接触決済
国際ブランドがVisaの場合は Visa Touch 、MasterCardの場合はSmartplusを利用する事が出来たが、現在は新規受付は終了しており、カード型の有効期限をもって終了となる。 AMERICAN EXPRESSやJCBの場合はVisa Touch、Smartplusいずれも利用する事は出来ない。
2021年7月の三菱UFJカードへのリニューアル時に、Visa・Mastercardの両ブランドについてはそれぞれVisaのタッチ決済（Visa payWave）・Mastercardコンタクトレスに対応することになった。既存の発行分についてはカード更新時に対応する。